# Třída Bragadin
Třída Bragadin byla třída minonosných ponorek italského královského námořnictva. Celkem byly postaveny dvě jednotky této třídy. Ve službě v italském námořnictvu byly v letech 1931–1948. Účastnily se bojů druhé světové války. Sloužily výhradně pro zásobovací mise.

## Stavba
Celkem byly postaveny dvě ponorky této třídy. Postavila je italská loděnice Tosi v Tarentu. Do služby byly přijaty roku 1931.
Jednotky třídy Bragadin:
| Jméno                | Založení kýlu | Spuštěna          | Vstup do služby | Poznámky       |
| -------------------- | ------------- | ----------------- | --------------- | -------------- |
| Marcantonio Bragadin | 1927          | 21. července 1929 | listopad 1931   | Vyřazena 1948. |
| Filippo Corridoni    | 1927          | 30. března 1930   | listopad 1931   | Vyřazena 1948. |

## Konstrukce
Ponorky měly jednotrupou koncepci. Konstrukčně navazovaly na třídu Pisani. Nesly čtyři příďové 533mm torpédomety se zásobou šesti torpéd. Dále nesly jeden 102mm kanón a dva 13,2mm kulomety. Dvě trubice na zádi pojmuly 16–24 min. Pohonný systém tvořily dva diesely Tosi o výkonu 1500 bhp a dva elektromotory Marelli o výkonu 1000 bhp, pohánějící dva lodní šrouby. Nejvyšší rychlost dosahovala 11,5 uzlu na hladině a 7 uzlů pod hladinou. Dosah byl 9000 námořních mil při rychlosti 8 uzlů na hladině a 72 námořních mil při rychlosti 4 uzly pod hladinou. Operační hloubka ponoru dosahovala 90 metrů.

### Modifikace
Pro zlepšení nautických vlastností byla dodatečně zvýšena příď. Roku 1935 byly minové trubice přesunuty ze zádě na příď.